# Wakefield (Nebraska)
Wakefield és una població dels Estats Units a l'estat de Nebraska. Segons el cens del 2000 tenia 1.411 habitants.

## Demografia
Segons el cens del 2000, Wakefield tenia 1.411 habitants, 522 habitatges, i 346 famílies. La densitat de població era de 778,3 habitants per km².
Dels 522 habitatges en un 32,4% hi vivien nens de menys de 18 anys, en un 54% hi vivien parelles casades, en un 9,4% dones solteres, i en un 33,7% no eren unitats familiars. En el 30,7% dels habitatges hi vivien persones soles el 19,9% de les quals corresponia a persones de 65 anys o més que vivien soles. El nombre mitjà de persones vivint en cada habitatge era de 2,59 i el nombre mitjà de persones que vivien en cada família era de 3,25.
Per edats la població es repartia de la següent manera: un 27,2% tenia menys de 18 anys, un 8,1% entre 18 i 24, un 24,9% entre 25 i 44, un 18,3% de 45 a 60 i un 21,5% 65 anys o més.
L'edat mediana era de 38 anys. Per cada 100 dones de 18 o més anys hi havia 85 homes.
La renda mediana per habitatge era de 32.308 $ i la renda mediana per família de 41.429 $. Els homes tenien una renda mediana de 26.607 $ mentre que les dones 20.789 $. La renda per capita de la població era de 15.830 $. Aproximadament el 5,6% de les famílies i el 7,2% de la població estaven per davall del llindar de pobresa.

## Poblacions més properes
El següent diagrama mostra les poblacions més properes.